# Tiến về Hà Nội
"Tiến về Hà Nội" là một sáng tác nổi bật của nhạc sĩ Văn Cao. Bài hát là lời reo vui của ngày quân giải phóng Việt Nam từ năm cửa ô tiến về tiếp quản Thủ đô. Được sáng tác vào năm 1949, "Tiến về Hà Nội" được xem là ca khúc "kì lạ" nhất viết về ngày này, tức là ra đời trước 5 năm khi sự kiện diễn ra. Với lời ca hào hùng, khí thế và sôi nổi, ngày nay, bài hát vẫn thường vang lên, nhất là trong những dịp kỷ niệm ngày mùng 10 tháng 10, cũng như trở thành một "khúc ca khải hoàn" của người Hà Nội.

## Lịch sử

### Hoàn cảnh ra đời
Ngày 19 tháng 8 năm 1945, Tổng khởi nghĩa tháng Tám thắng lợi ở Hà Nội dưới sự lãnh đạo của Mặt trận Việt Minh đã giành chính quyền từ tay phát xít Nhật. Tuy nhiên, chỉ sau một tháng, vào ngày 23 tháng 9, với danh nghĩa giải giáp quân Nhật và cùng với sự giúp đỡ của quân Anh, quân Pháp nổ súng tái chiếm miền Nam. Tại Hà Nội, Chủ tịch Hồ Chí Minh ra "Lời kêu gọi toàn quốc kháng chiến" ngày 19 tháng 12 năm 1946. Tháng 10 năm 1947, thực dân Pháp phát động cuộc tấn công lên căn cứ địa Việt Bắc. Tuy nhiên, chỉ sau 75 ngày đêm, Pháp lệnh rút quân vì không đạt được mục tiêu chiến dịch, lại bị thiệt hại nặng và có nguy cơ bị bao vây tiêu diệt.
Cuối năm 1948, nhạc sĩ Văn Cao cùng với nhà văn Nguyễn Đình Thi và hoạ sĩ Tô Ngọc Vân công tác tại Chi hội Văn nghệ Liên khu 3. Vì lúc đó đang là "thời kì cầm cự", chiến tranh có thể kéo dài nên ông cùng gia đình đi bộ về đến chợ Đại ở huyện Ứng Hòa, Sơn Tây, hành trình ấy mất gần một tháng. Đây từng được xem là "thủ phủ" của các văn nghệ sĩ trong thời kì chống Pháp.
Khoảng giữa năm 1949, các văn nghệ sĩ trong đó có nhạc sĩ Văn Cao tham dự một buổi họp tại vùng căn cứ địa Việt Bắc. Họ được giao nhiệm vụ "nhanh chóng viết những ca khúc động viên bộ đội và nhân dân chiến đấu". Văn Cao lúc đó đã hứa hẹn với người lãnh đạo sẽ viết một ca khúc về Hà Nội: "Riêng về nhiệm vụ công tác của tôi là phải sáng tác một bài hát cho Hà Nội. Tôi còn nhớ trong một buổi họp chi bộ ở Liên khu 3 tôi đã hứa với các đồng chí Khuất Duy Tiến và đồng chí Lê Quang Đạo là tôi sẽ viết một ca khúc về Hà Nội". Chỉ trong hai tuần lễ, nhạc sĩ đã viết xong ca khúc "Tiến về Hà Nội", khi ấy đang là mùa xuân, tức ra đời trước 5 năm trước khi Quân đội Nhân dân Việt Nam tiếp quản Hà Nội. Bài hát sau đó được Khuất Duy Tiến, Phó Bí thư Thành ủy Hà Nội lúc đó, cho in lên tờ báo Thủ đô. Ngoài ra, trong thời gian này, nhạc sĩ còn sáng tác bài "Tổng phản công" nhưng do ca khúc "Tiến về Hà Nội" tạo tiếng vang lớn nên bài hát ít được nhắc tới.

### Tiếp nhận
Cuối năm 1949, quân Pháp mở trận càn lớn ở Hà Nam Ninh, rồi đánh lên Hòa Bình khiến cho toàn bộ văn khu 3, trong đó có cả nhạc sĩ Văn Cao, phải rút lui. Ông cùng với một số người khác di chuyển sang Thái Bình. Cũng tại đây đầu năm 1950, nhạc sĩ Tạ Phước đã dàn dựng bài "Tiến về Hà Nội", cổ vũ quân đội và người dân. Tuy nhiên, lúc đó chiến tranh vẫn còn khốc liệt, bài hát dường như chưa thích hợp với bối cảnh lịch sử nên "bị cất vào kho". Dù vậy, ca khúc vẫn được các văn nghệ sĩ và người dân học thuộc và truyền miệng.
Ngày 10 tháng 10 năm 1954, quân đội Việt Nam từ chiến khu tiếp quản Thủ đô, "Tiến về Hà Nội" mới được biết đến. Nhưng chính Văn Cao lại không có mặt ở Hà Nội để chứng kiến. Khi ấy Văn Cao đang theo phái đoàn văn hóa sang thăm Liên Xô và Trung Quốc, do ông Trần Huy Liệu làm trưởng đoàn. Về sau, ông kể: "Tiếc là ngày Hà Nội đón đoàn quân chiến thắng trở về tôi vì bận đi công tác nên không có mặt trong giờ phút thiêng liêng đó để được chứng kiến một cảnh tượng tưng bừng và náo nhiệt chưa từng có với rừng người tay cầm cờ hoa vẫy chào đoàn quân tiến vào thủ đô, trong tiếng loa phóng thanh của bài hát Tiến về Hà Nội".
Năm 2017, Cục Nghệ thuật biểu diễn cập nhật danh sách 324 bài hát được cấp phép lưu hành, biểu diễn nhưng một số sáng tác đã được phổ biến rộng rãi trong quần chúng của nhạc sĩ Văn Cao, gồm cả "Tiến về Hà Nội" không có trong danh sách. Điều này đã gây ra bức xúc, tranh cãi, sau đó Cục đã phải đính chính lại rằng đây là các ca khúc được phổ biến rộng rãi chứ không phải cấp phép mới.